# 小カリ岩
座標: 南緯54度24分 東経3度28分 / 南緯54.400度 東経3.467度

ブーベ島の地図

小カリ岩（しょうカリがん、リットレカリ岩、リッレカリ岩、ノルウェー語: Litle-Kari、英語: Lille Kari Rock）は、南大西洋に浮かぶノルウェー領ブーベ島の北東に存在する岩。